# リジェネラティブ・トラベル

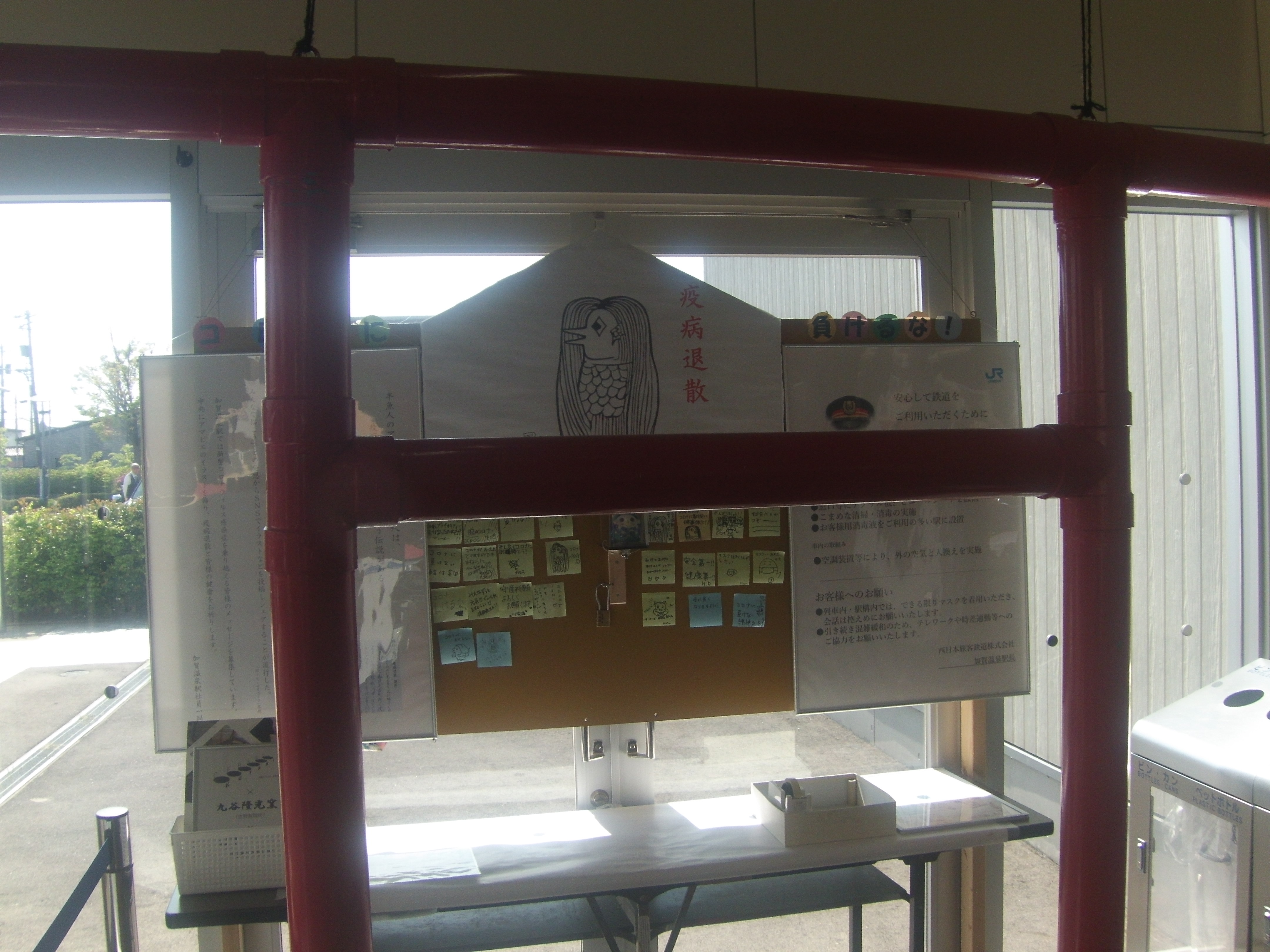
「コロナに負けるな」を掲げたアマビエ神社。意気込みは同じだが、リジェネラティブ・トラベルは神頼みではなく、現実的に立ち向かう方策を考え実行する。

リジェネラティブ・トラベル（英語:Regenerative Travel）は、2020年の新型コロナウイルス感染症の流行で壊滅的な打撃をうけた観光業にあって、COVID-19による影響を受けての新しい生活様式に沿った観光地の在り方を模索し、旅行の形態や意識の変革（チェンジマネジメント）を促すものである。

## リジェネラティブとは
語源となる「ジェネラティブ（ジェネレーティブとも）(Generative)」には「生成」「創生」「原動力」といった意味があり、これに「再」を表す冠詞のRe-が付くことで、リジェネラティブ（リ-ジェネラティブ）は「再生」「再始動」を意味する。
使用例としては、リジェネラティブ農業（環境再生型農業）やリジェネラティブ・オーガニック認証（RO認証）といった有機農産物など、環境を意識したものを対象に用いられている。
つまりリジェネラティブ・トラベルとは「（諸般に配慮した）再生可能な旅行」ということになる。

## 類似提唱
リジェネラティブ・トラベルとほぼ同義の言葉にはレジリエント・ツーリズムがある。レジリエント・ツーリズムが国際機関や政府などの国家次元で行われる政策であるのに対し、リジェネラティブ・トラベルは旅行会社やその業界団体、地方自治体やNPO・DMO、そして観光関連に従事する個人（個人事業者）や中小企業などが自主的自発的に取り組む行為であるという違いがある。
また、ツーリズムという概念的な指向ではなく、トラベルという言葉を用いることでより現実的で現場に近い旅行である違いがあることを主張する。

## 理念
観光公害による弊害が深刻化し、環境負荷が増していることから、究極的には旅行者自身が「次世代のためにより良い状況の旅先を残そう（現状を改善し再生させる）」と意識した旅を行うことを目標とし、観光地・観光産業従事者に利益が還元され、旅行者も満足できるWin-Winの状況になることを目指す。
また、「再生可能な旅行」には再生産つまりリピーターの意味もあり、新型コロナウイルスのパンデミックで旅行から遠ざかった人の再誘致を目的とする側面もある。

## 具体的取り組み
リジェネラティブ・トラベル実現のためには、実施・実行しなければならない行動がある。

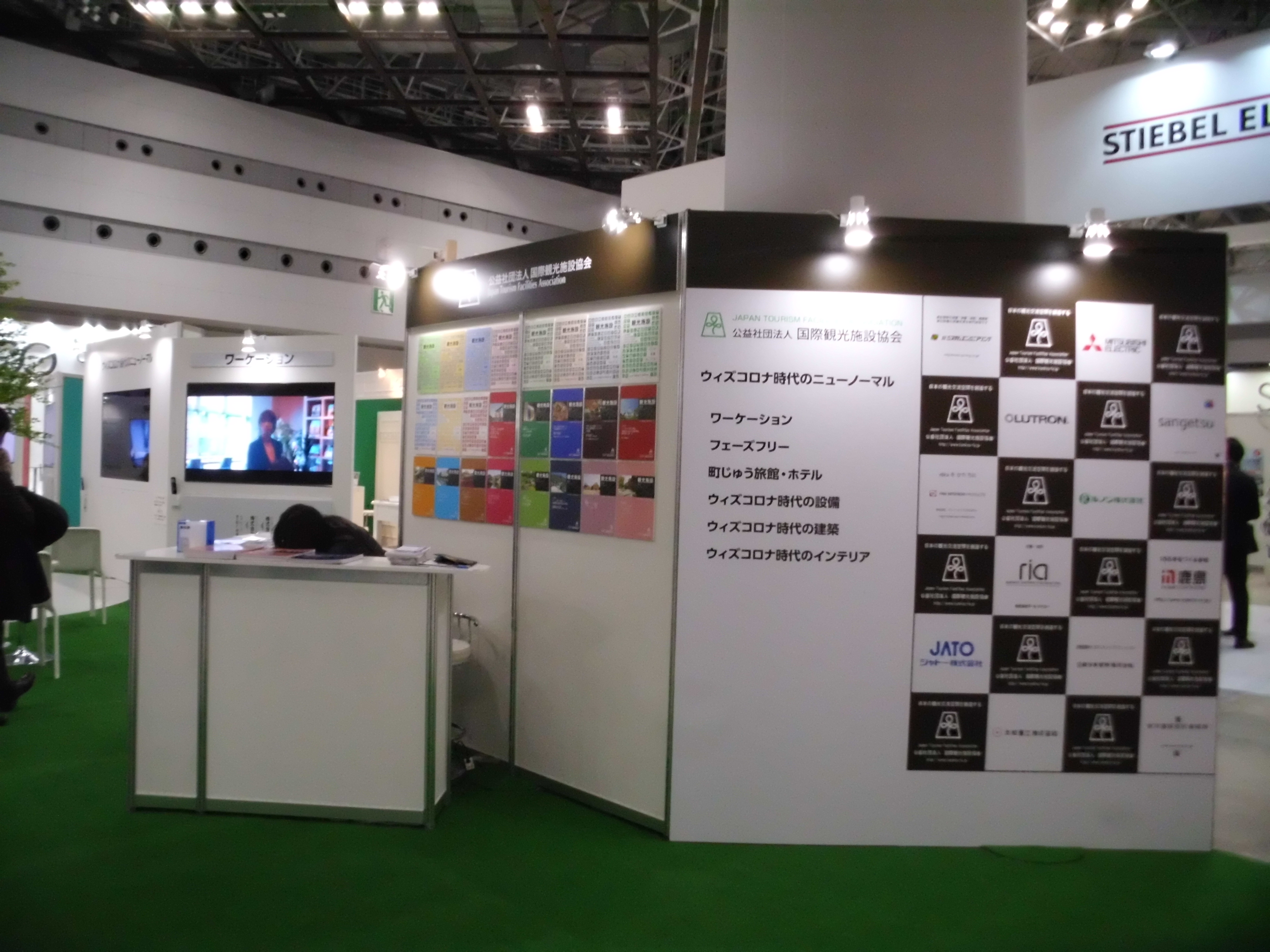
民間活力でアフターコロナのインバウンドを見据えたイベント
リジェネラティブ・トラベルがキーワードになった

- コミュニティツーリズム…地域社会や地域コミュニティが積極的に郷土観光に関与する（コミュニティ・ビジネスの促進）
- クオリティツーリズム…量より質の観光の提供
- レスポンシブルツーリズム…供給者（観光地・業者）と消費者（旅行者）双方の責任あるエシカルな観光
- インテグリティツーリズム…粉飾がない現実的な観光収益の見込み算出と実益の公開・透明性の確保
- スマートツーリズム…スマートシティで享受できるITサービスの旅行への応用
- アドベンチャーツーリズム…体験型観光（コト消費）
- 多様性社会化…例えばイスラム圏からの旅行者受け入れ体制充実（ハラール認証やサラートの場所）
  - フェミニズムツーリズム…女性が安心して旅行できる環境づくり
  - バリアフリーツーリズム…障害者が快適な旅行ができる環境づくり（ノーマライゼーションやアクセシビリティの拡充）
- ロングステイヤーの増伸…長期滞在者の確保（国内ロングステイ）、ワーケーションやステイケーションの推進
- MaaSの実現…スムーズな移動や観光地での渋滞緩和
- ライドシェアの拡大
- 事業継続計画の策定…一過性の企画ではなく、世代を超えて継承されるような観光計画

この他、日本であれば国際観光旅客税の有効な活用と配分なども望まれる。

## 始動実例
産油国およびメッカなどのイスラム教聖地の守護者としての地位から、観光立国へと移行しつつあるサウジアラビアで、紅海に面したレッドシープロジェクトを推進するTRSDC社（サウジ政府系企業）がアフターコロナを見据えて自然環境を活かした人工島の整備計画を発表し、リジェネラティブ・トラベルのモデルケースとするとした。ただ、大規模開発はリジェネラティブ・トラベルの主旨にそぐわないとする意見もある。
一方日本では、日本観光振興協会はコロナ禍からの「観光回復宣言」を発表し、Go To キャンペーンに頼らない長期戦略の新たな観光需要の創出に取り組むことを表明した。

## 懸案事項
リジェネラティブ・トラベルは場合によっては旅行者にとってお仕着せがましさを無理強いすることになりかねず、不自由な旅はツーリストトラップとなり、結果として旅先の印象を悪いものとしてしまう恐れがある。